# Sint-Martinuskerk (Woudrichem)
De Martinuskerk is een middeleeuwse kruiskerk in de vestingstad Woudrichem.
De oorsprong van deze kerk zou in de 7e eeuw gelegen zijn, toen een metgezel van de Heilige Willibrord hier een kapel zou hebben gesticht. De huidige, aanvankelijk aan Sint-Martinus gewijde kerk stamt uit de 15e eeuw. De kerk bezat naast het hoofdaltaar nog negen zijaltaren. Het betreft een laatgotische kruiskerk met een pseudobasilicaal schip, waarvan de zijbeuken later langs de toren voortgezet zijn. Het vijfzijdig gesloten koor is iets ouder en wordt thans door een wand van het schip gescheiden. Het schip heeft houten tongewelven.
In 1573 werd een groot deel van Woudrichem door de Geuzen in de as gelegd om de Spanjaarden te beletten de stad in te nemen. Alleen de muren van de toenmalige kerk bleven overeind. De herbouw liet aanvankelijk door geldgebrek op zich wachten, maar kwam in 1621 gereed. De kerk was inmiddels een hervormde kerk geworden: de eerste protestantse predikant trad in 1585 aan. In 1841 werd de kerk gerestaureerd en opnieuw verbouwd.

## Toren
In tegenstelling tot het eenvoudig aandoende schip is de 34 meter hoge toren rijk versierd. Aan de westzijde zijn haakse steunberen aangebracht met speklagen. Bij de tweede geleding zetten deze zich overhoeks voort, wat waarschijnlijk aan een wijziging in de plannen - mogelijk na een stagnatie in de bouw - is te danken. De slanke spaarnissen in de tweede geleding zijn bezet met ruitvormige medaillons. De spaarnissen in de derde, klokkengeleding, hebben ronde medaillons waarin gebeeldhouwde koppen zijn aangebracht. Deze stellen graven, vrouwen en soldaten voor. De boogvelden van het boogfries zijn gevuld met schelpen in vroege renaissancestijl, dus niet ouder dan omstreeks 1530. Bij een storm in 1717 verloor de kerk haar spits. Sindsdien is de toren stomp. Ze wordt daarom in de volksmond De Mosterdpot genoemd. In 1933 werd de toren gedeeltelijk gerestaureerd en met een balustrade bekroond.

## Inventaris
In de kerk is een grafsteen uit 1613 aanwezig van Aernt van Eck en zijn vrouw Cornelia van Sevender.

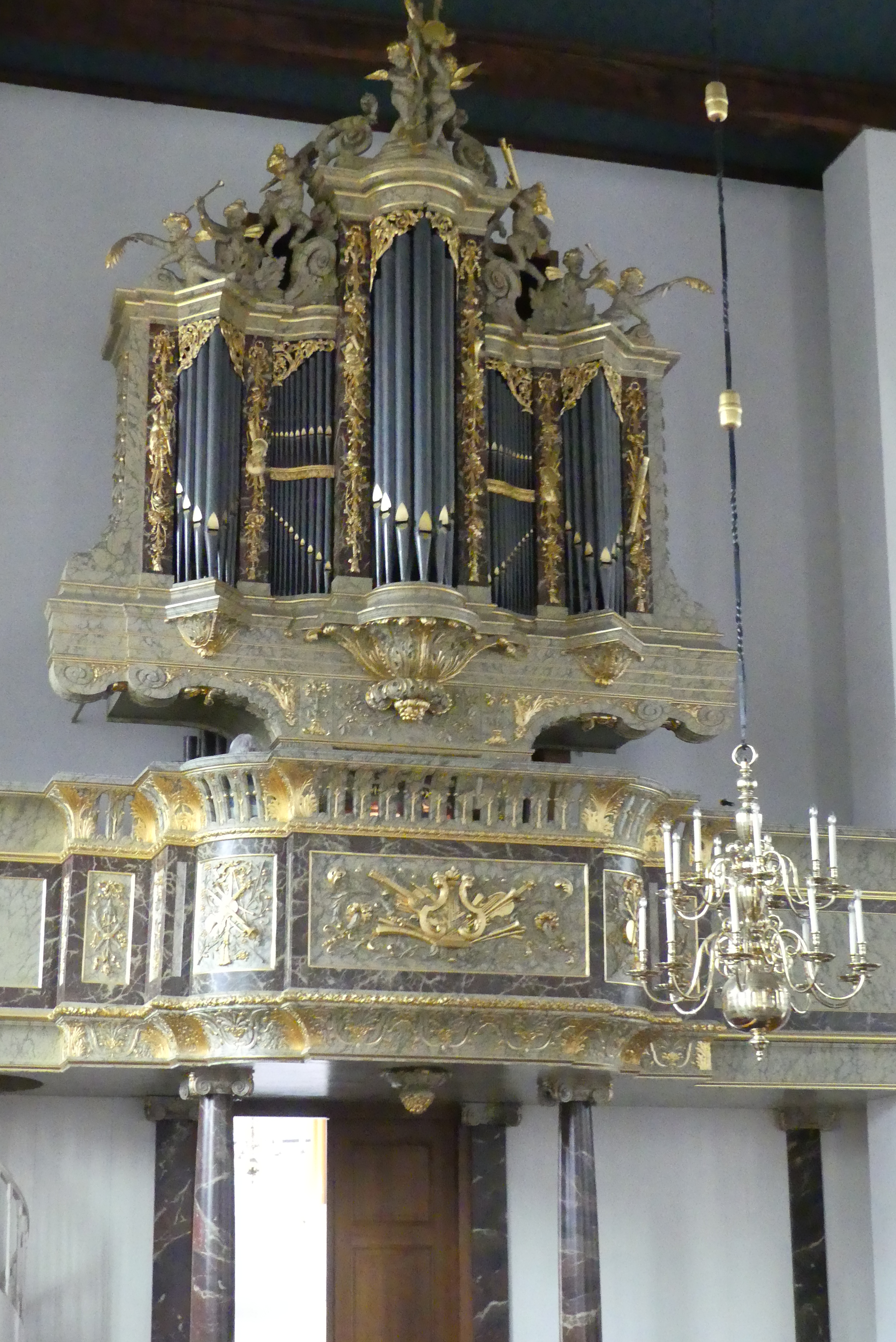
Het orgel.

In 1864 werd een orgel geplaatst, afkomstig van de Kloosterkerk te Den Haag, waarvan de rijk versierde orgelkast in 1680 geschonken was door Stadhouder Willem III. In de jaren 70 van de 20e eeuw werd dit front gerestaureerd, waarbij onder de witte verflaag bladgoud tevoorschijn kwam.. In 1980 werd het front van een nieuw orgel voorzien, gebouwd door de firma Blank te Herwijnen.
De kerk bezit een herenbank. Bij een restauratie in 1979 werd de voet van een middeleeuwse doopvont opgegraven. Daar werd een nieuwe doopvont op geplaatst.
Het kerkgebouw wordt behalve voor de erediensten van de Hervormde Gemeente Woudrichem ook gebruikt voor exposities van het werk van moderne kunstenaars.

## Fotogalerij
De kerk en toren door de eeuwen heen.

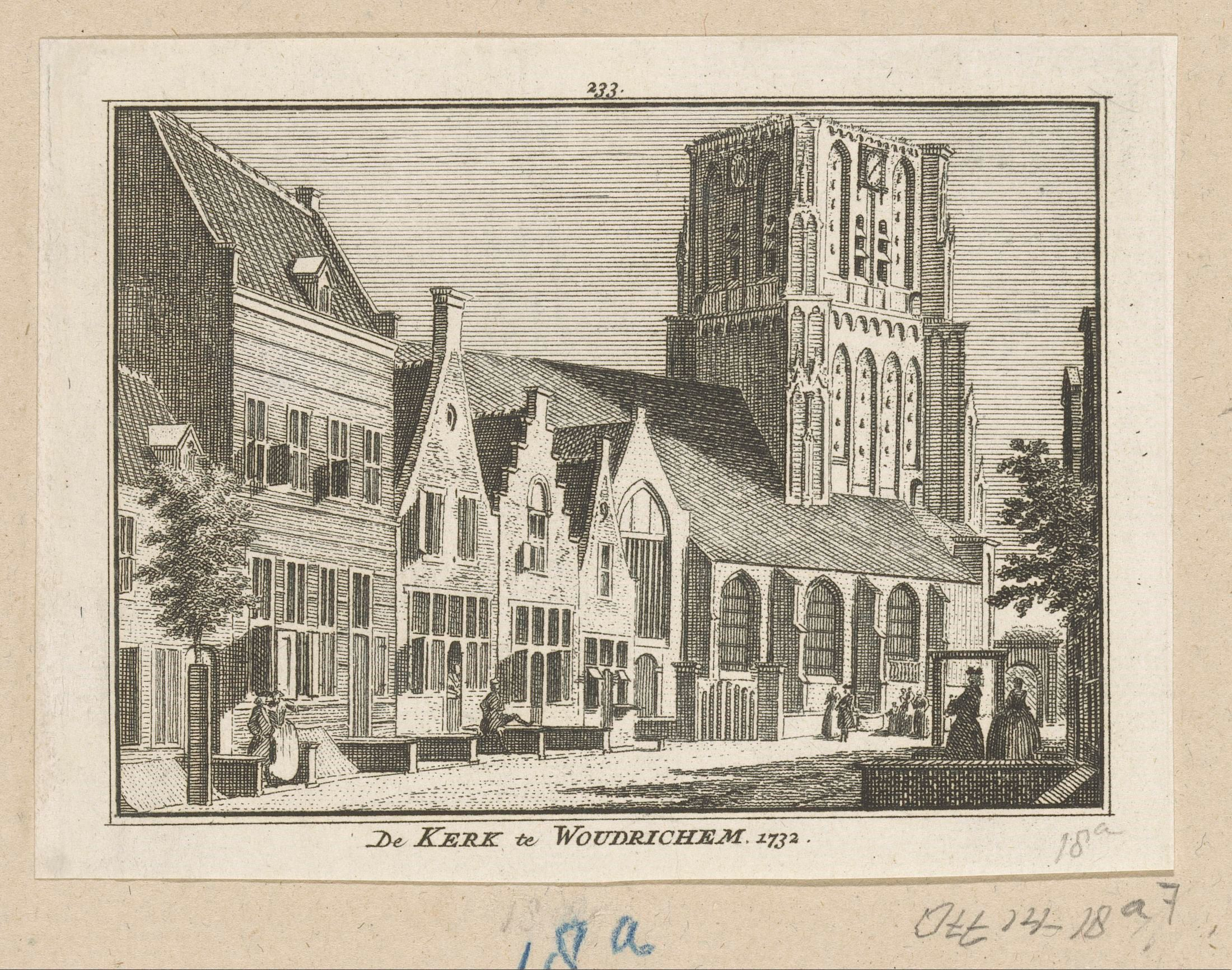
Historische prent uit 1732 van prentmaker Hendrik Spilman
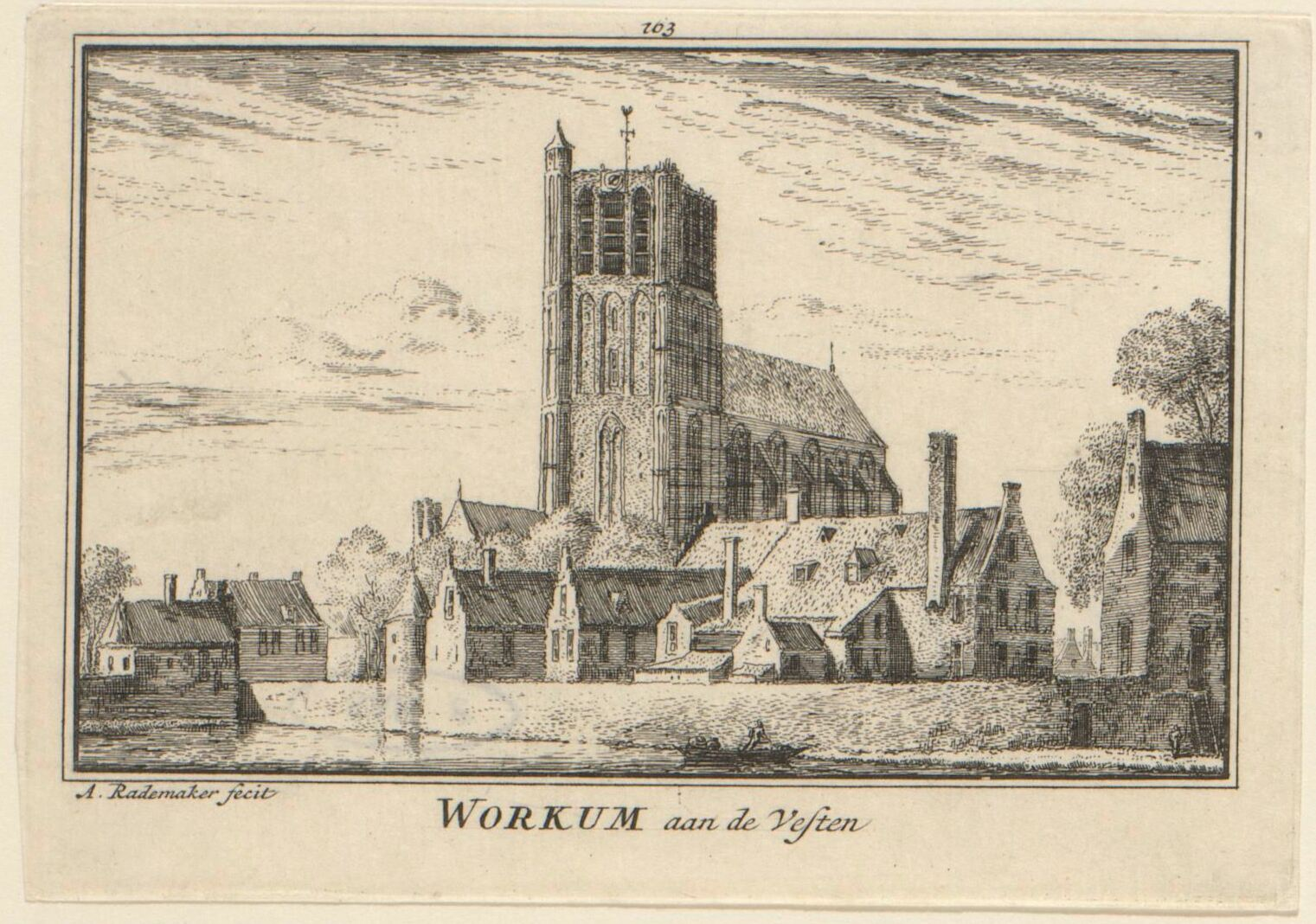
Prent van Abraham Rademaker uit de 18de eeuw
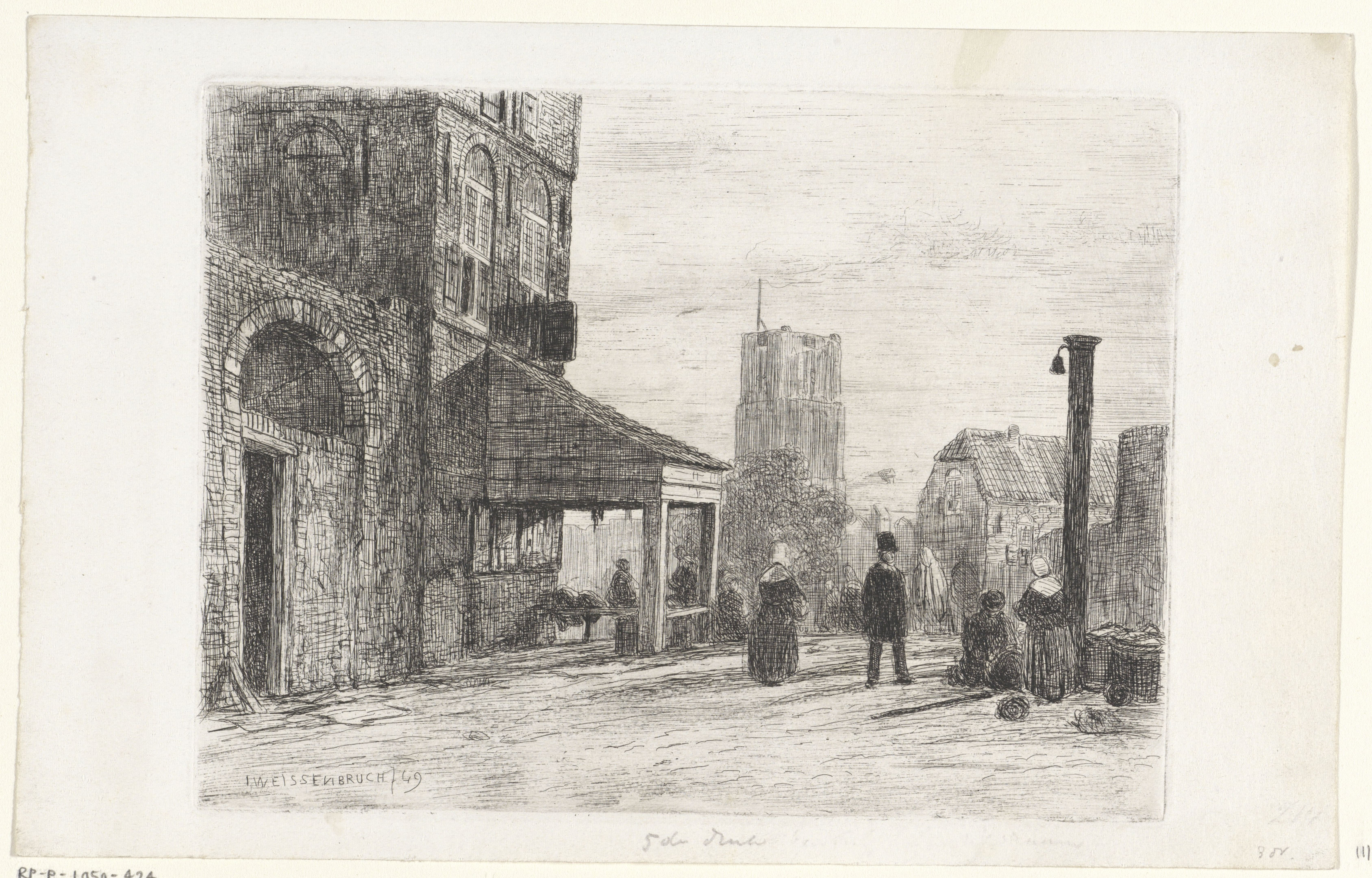
Prent van Jan Weissenbruch uit 1849
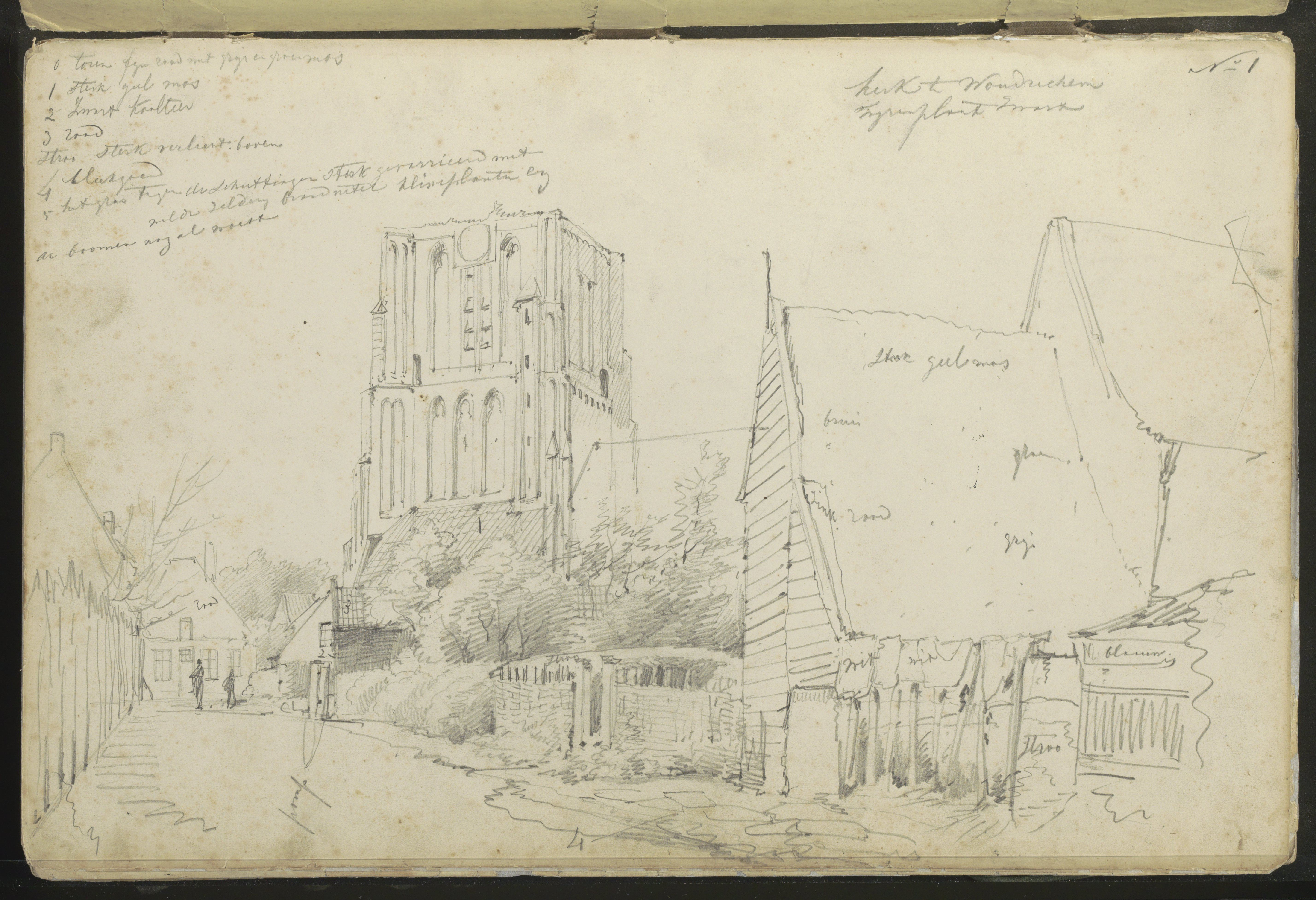
Schetsboekblad van tekenaar Willem Koekoek uit de tweede helft van de 19de eeuw
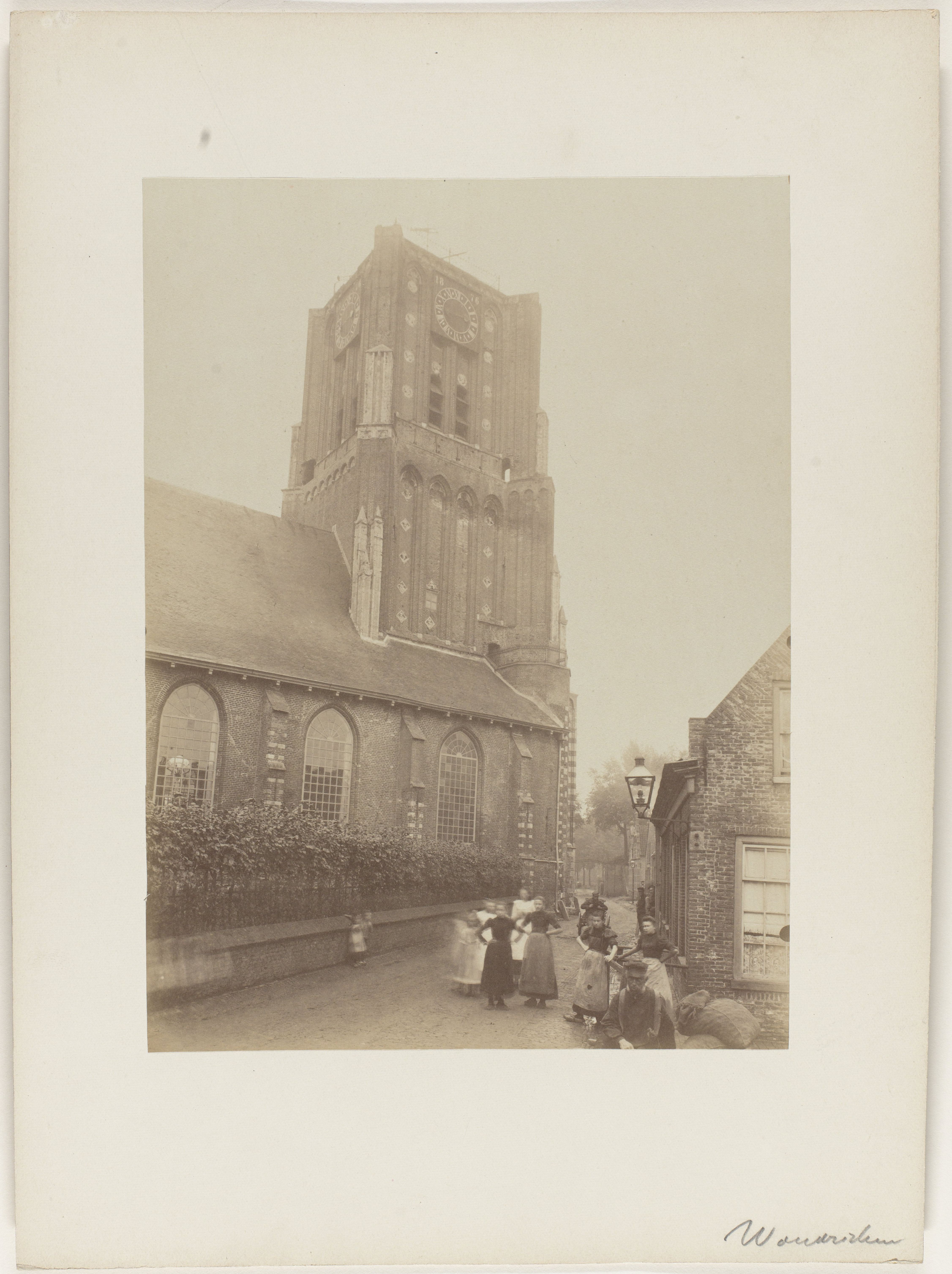
Foto uit 1901
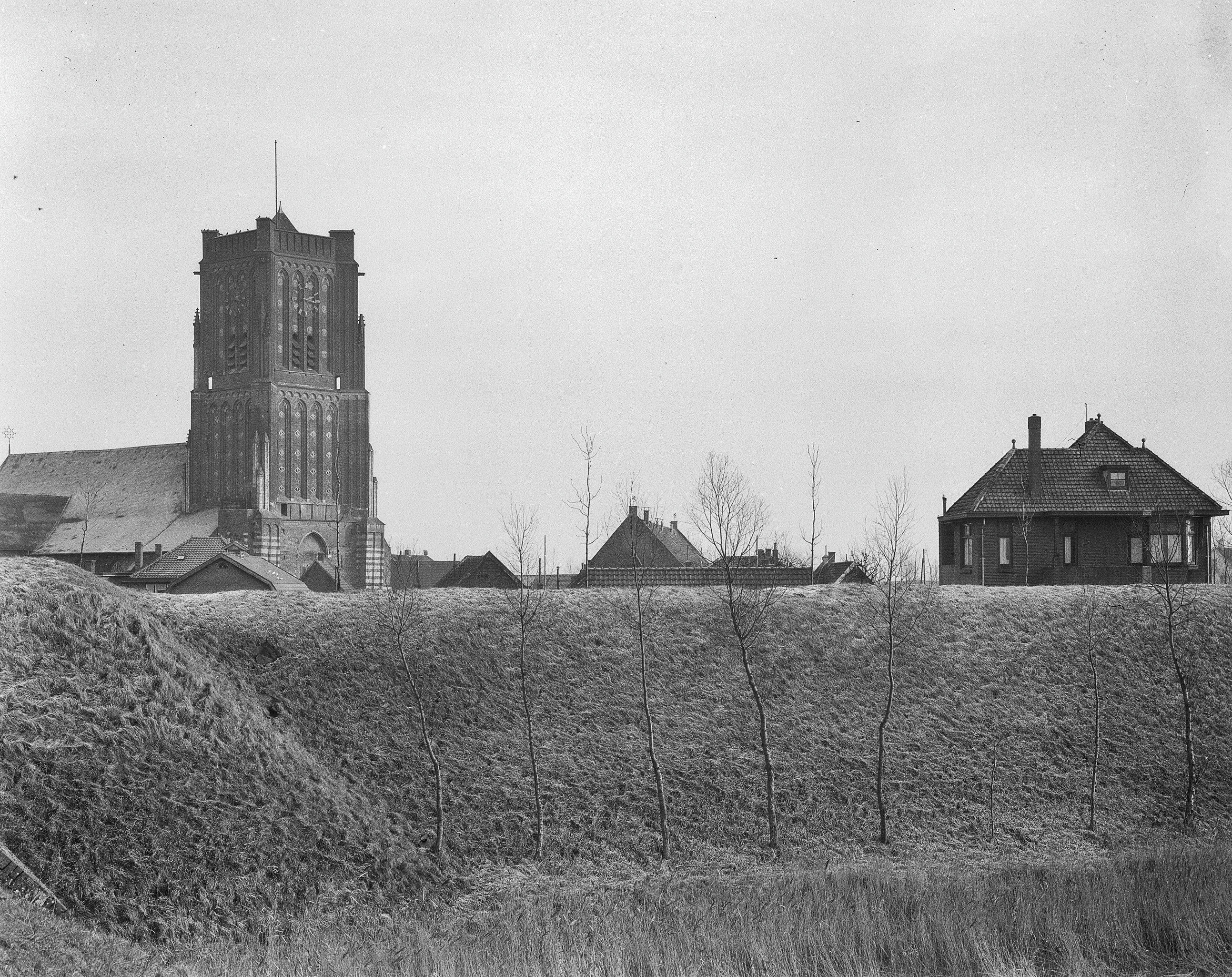
Foto uit 1955
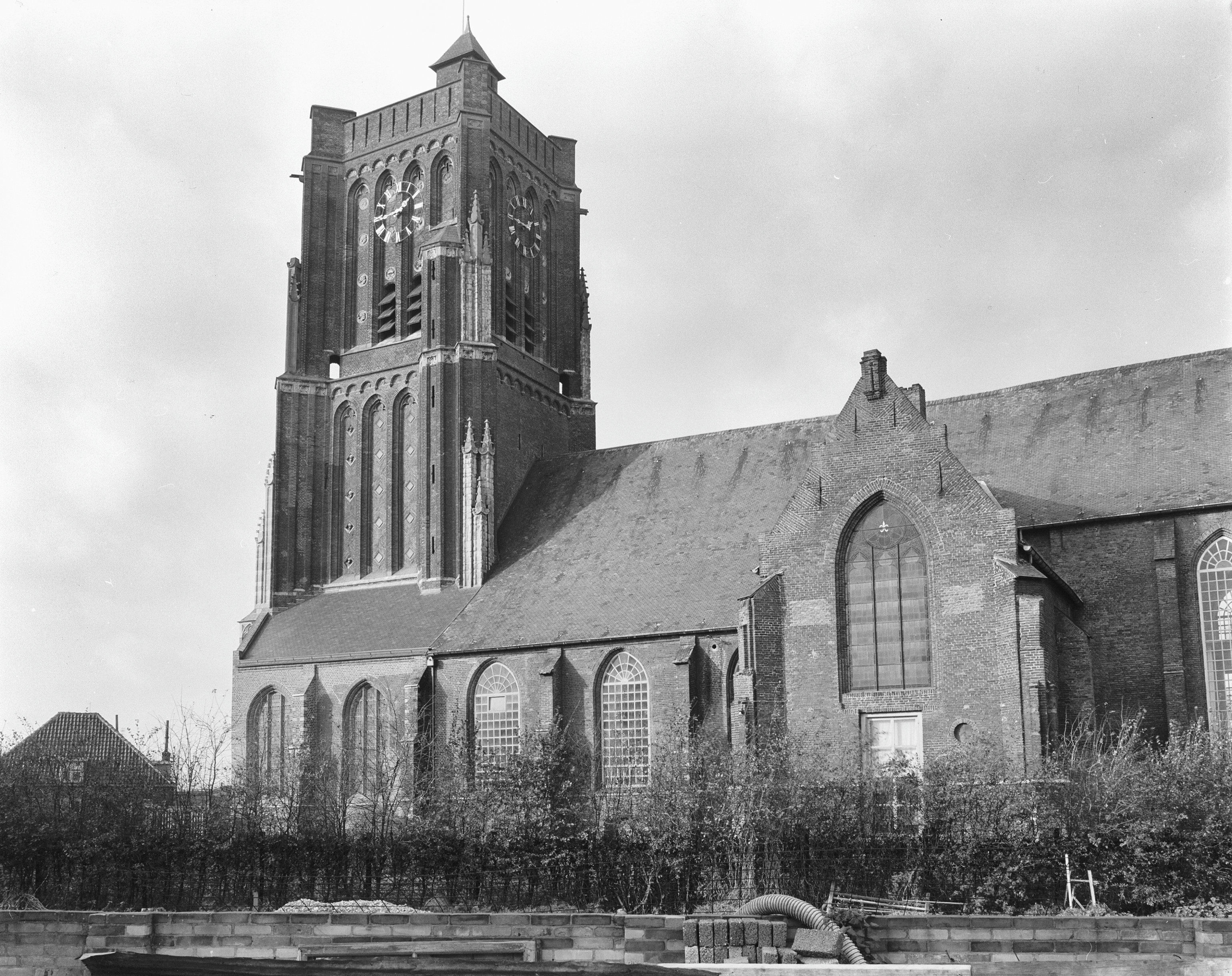
Foto uit 1963
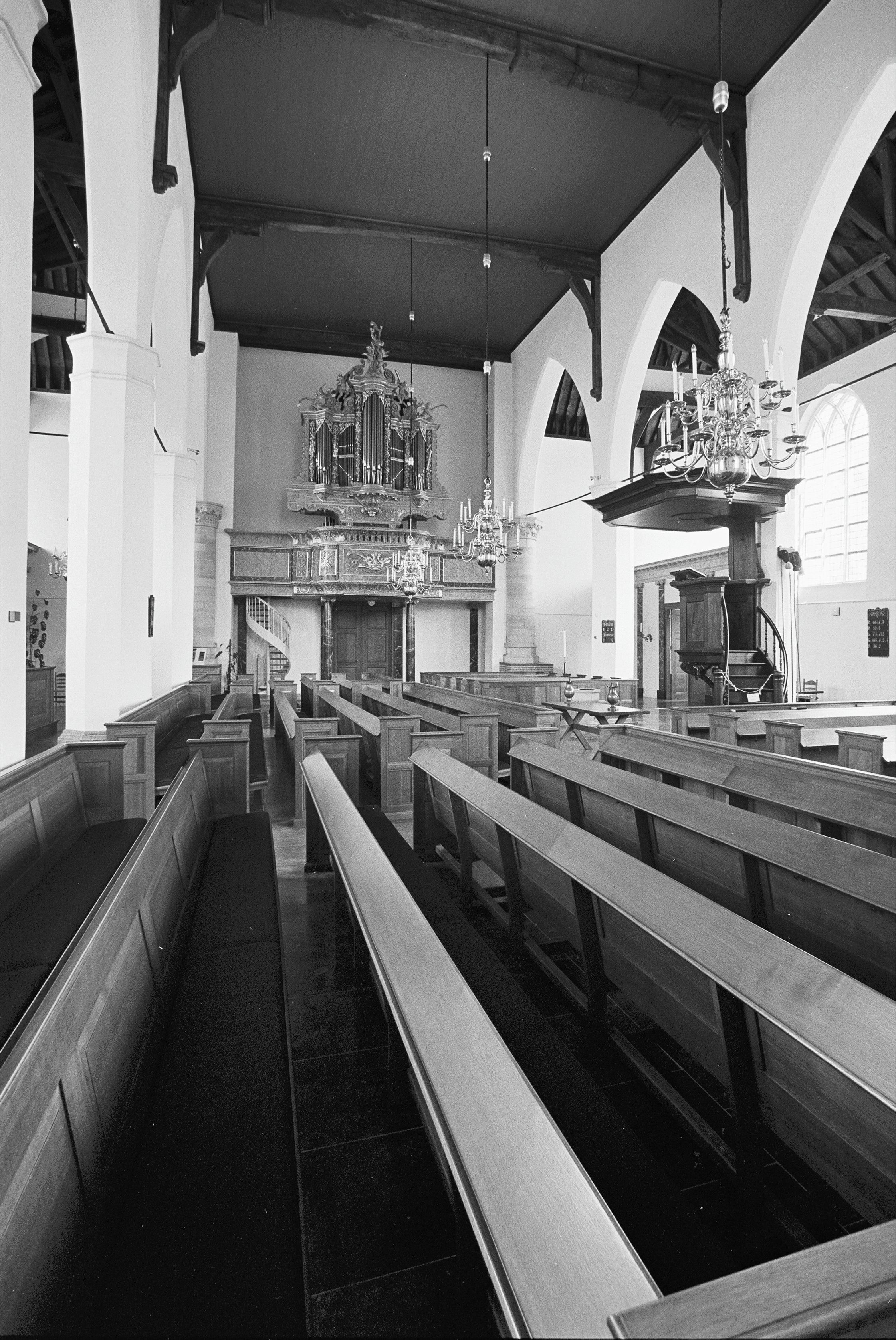
Interieur in 1995
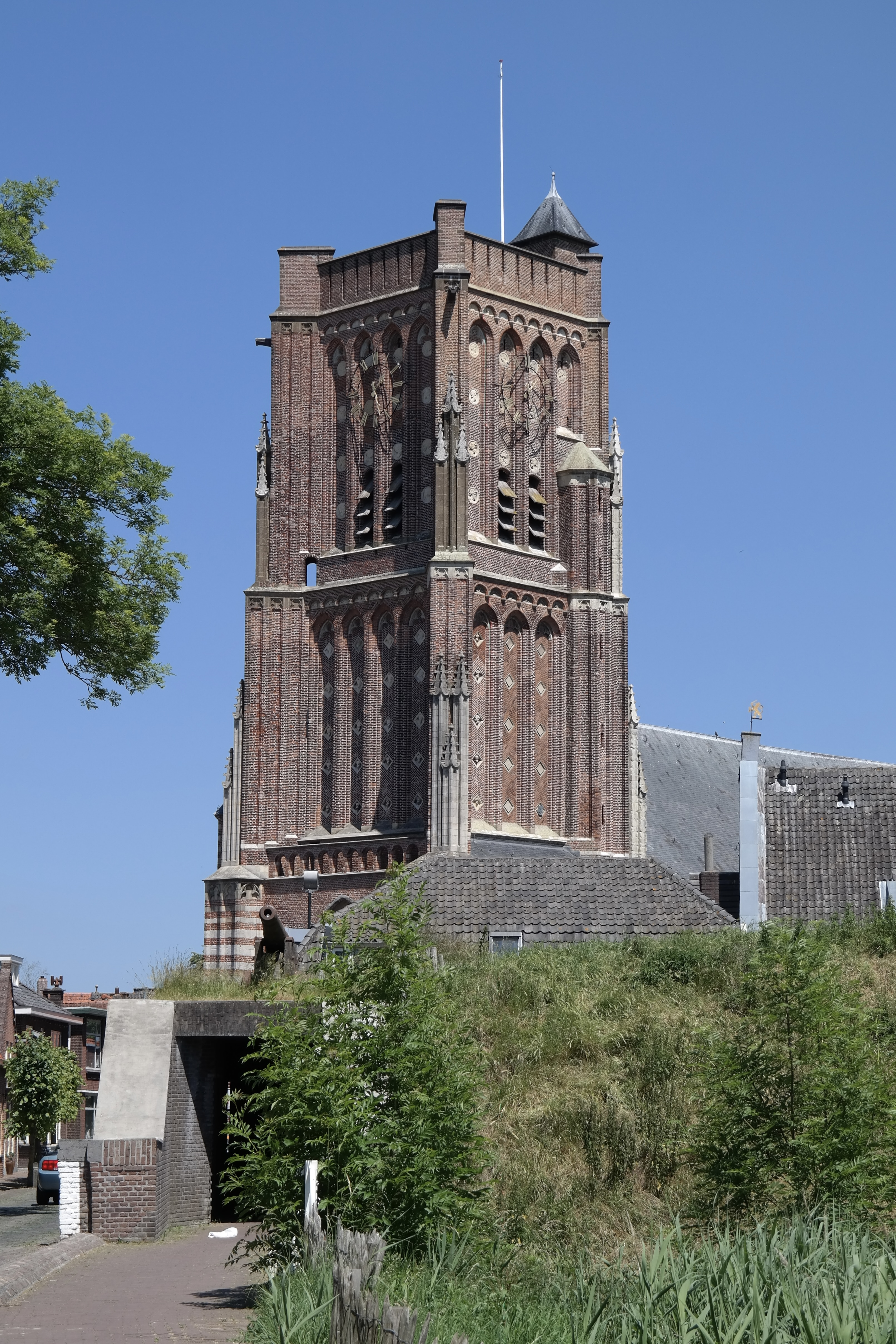
de kerk in 2021